# 芝多信憲
芝多 信憲（しばた のぶのり）は、江戸時代中期の武士。仙台藩重臣。

## 生涯
寛保3年（1743年）、仙台藩重臣・芝多康文の子として生まれる（芝多氏の家系については荘厳院 (伊達政宗側室) の項を参照）。
宝暦4年（1754年）閏2月、父の康文が世子・伊達重村の付家老を拝命して江戸詰めを命じられたため、家族そろって江戸に移り、信憲も父と共に重村に近侍した。宝暦8年（1758年）5月、第7代藩主となった重村の初入部に際しては家族と共に先行して仙台に戻り、重村に随行する父に代わって国許での奉迎の準備にあたった。
宝暦14年（1764年）2月、父の死去にともない家督を相続し、鷹匠頭・小姓頭を経て明和6年（1769年）9月、奉行職（他藩の家老に相当）に就任する。当時の仙台藩は宝暦の大飢饉の後遺症と、重村の猟官運動などによって財政状況が著しく悪化しており、信憲ら奉行職は財政再建に努めたものの事態は一向に好転しなかった。そうした中で、藩内の現状打破を求める若年寄葛西清胤らが安永2年（1773年）に信憲らを糾弾したため、信憲は奉行職を罷免され蟄居を命じられた（安永疑獄）。しかしその後、葛西らの行為は不当であったとされたため、信憲は赦免された。
安永9年（1780年）、重村に献言し藩校・養賢堂に学頭職を新設、また私財を投じて学寮と書庫を増改築し、蔵書数千巻を寄贈した。文化2年（1811年）4月、嫡孫の常煕に家督を譲り隠居する。
文化8年（1811年）閏2月13日死去。享年69。

## 武鑑掲載情報
- 安永2年（1773年）版。藩主：重村(7) - 奉行・芝田主税